# Parobisium anagamidensis esakii
Parobisium anagamidensis esakii es una subespecie de arácnido del orden Pseudoscorpionida de la familia Neobisiidae.

## Distribución geográfica
Se encuentra en Japón.